# Platonia insignis
Platonia insignis, és l'única espècie del gènere Platonia, és un fruit tropical proporcionat per un arbre natiu d'Amèrica del Sud en els boscos humits del Brasil, el Paraguai, parts de Colòmbia i al nord-est fins a Guaiana; especialment en el bosc plujos amazònic. Entre els noms comuns hi ha el de Bacuri (amb nombroses variants; Bacurí, Bacury, Bakuri, Pacuri, Pakuri, Pakouri, Packoeri, Pakoeri), Maniballi, Naranjillo i Bacurizeiro.
El seu sinònim antic Moronobea esculenta actualment no s'accepta. També s'anomena Platonia esculenta.

## Descripció
Platonia insignis és un arbre caducifoli durant l'estació seca que arriba a fer 40 m d'alt. La seva escorça té molt de làtex. les fulles són oposades i simples de 8 a 15 cm de llargada amb textura coriàcia.

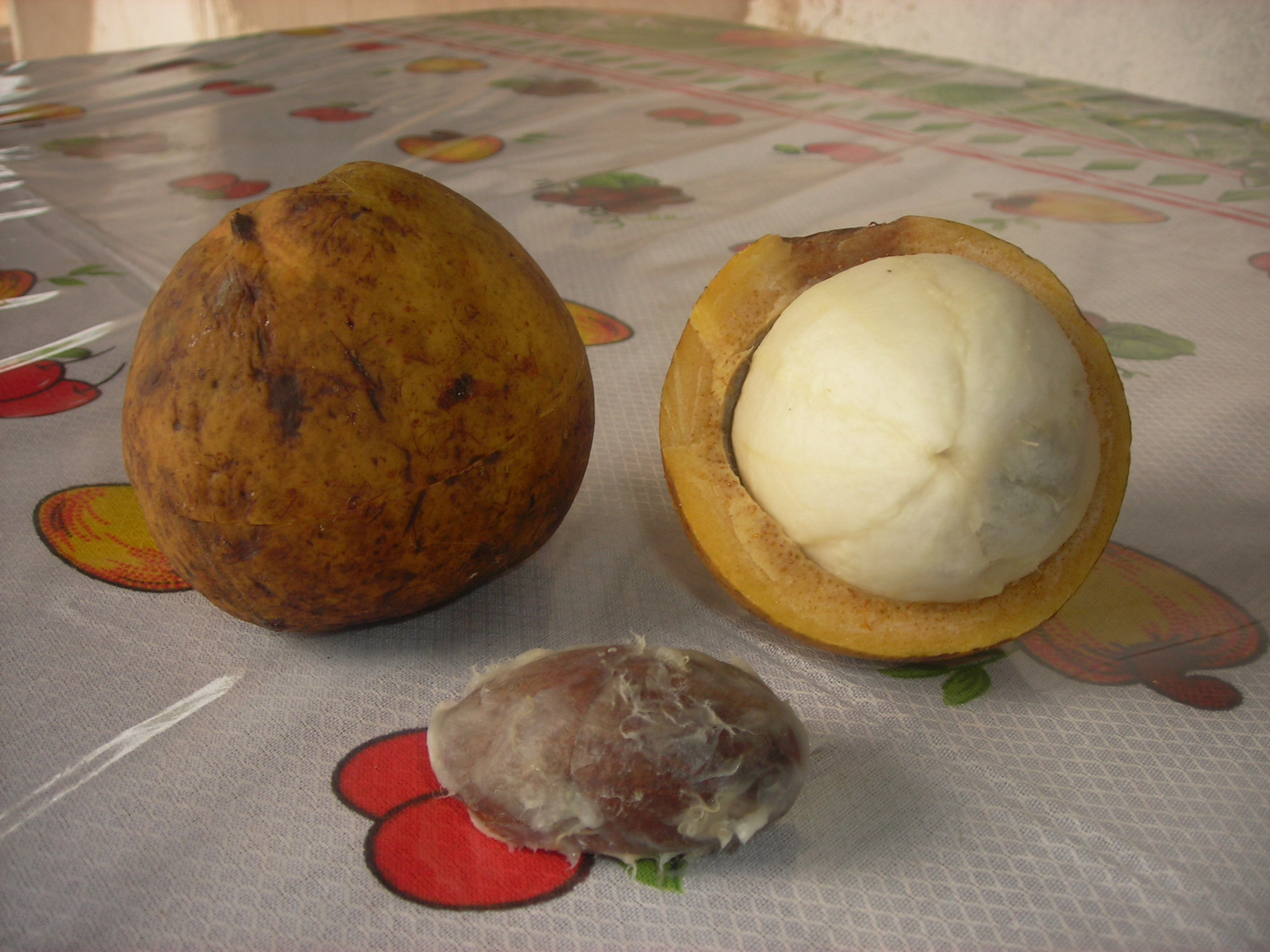
Bacuri

Les flors fan de 5 a 7 cm de llarg i són rosades. El fruit és de rodó a oval de 7 a 14 cm de llarg, amb una pell gruixuda similar a la papaia. La polpa és blanca i flairosa amb un gust entre dolç i agre.
El pol·linitza un lloro, és doncs una planta ornitòfila.

## Ús

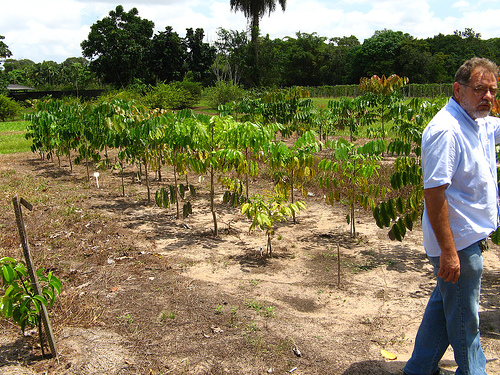
Plantació de bacuris

Es cultiva principalment pels seus fruits comestibles, que contenen molt de fòsfor, ferro i vitamina C i del qual se'n fan condiments i begudes. Les llavors del bacuri tenen oli que es fa servir en medicina popular. També s'aprofita la fusta.

## Química
Platonia és una font natural de xantona trioxigenada. El làtex està compost de resinotol.